# Holocentropus dubius
Holocentropus dubius är en nattsländeart som först beskrevs av Jules Pièrre Rambur 1842.  Holocentropus dubius ingår i släktet Holocentropus och familjen fångstnätnattsländor. Arten är reproducerande i Sverige. Utöver nominatformen finns också underarten H. d. unicolor.